# 高橋玄
高橋 玄（たかはし げん、1965年12月4日 - ）は、日本の映画監督、プロデューサー、作家。東京都新宿区出身。

## 経歴
もともと漫画家志望であり、私立駒込高等高校（現・駒込中学校・高等学校）在学中の1983年に第9回ちばてつや賞にて期待賞に入賞。同校卒業後、柴門ふみや弘兼憲史のアシスタントを経験した。祖父は日本アニメーション界のパイオニアで戦後初の日本長編カラーアニメーション映画『白蛇伝』の脚本・監督を手がけた藪下泰司。
1985年より東映東京撮影所の装飾助手として映画界入り。セット装飾の初日の現場は松田優作監督・主演作『ア・ホーマンス』であった。
その後、映画、テレビドラマの助監督を経て、8mmフィルムによる自主映画をイメージフォーラムなどで発表。
1990年、文京区ケーブルテレビ局の契約監督を務める。
1992年に『心臓抜き』で劇場監督デビュー。
自らの作品制作の度に於ける様々なトラブルや問題に遭いながらも不屈の精神でそれを打破し、次々と映画製作を続ける。また並行して以前はバンド活動も行うなど音楽への造詣も深かった。
2016年12月に発売された『陽光桜-YOKO THE CHERRY BLOSSOM-』DVDおよびブルーレイに収録された映像特典「メイキング・オブ・YOKO」でのインタビューに対して「高橋玄として日本映画を作るのはこれで最後」と表明。同年から個人公式ウェブサイト・FROM SOMEWHEREを公開。
2018年５月に劇場公開された『Ｄ５/５人の探偵』から、「国際的な飛躍を目指す」という理由で監督名をパスポート表記の「GEN TAKAHASHI」とした。
2019年7月より以前から提議していた日本映画界の悪しき規制や習慣に捕らわれる事を嫌い、商業主義ではなく自主体制である事を念頭に個人映画製作の拠点として「A GEN TAKAHASHI FILM」プロジェクトをスタートさせる。
2020年前半には脳内出血で倒れるも復活。映画の原点はカメラがあればできるとの信念の元、規制に捉われずiPhoneを使い精力的に作品を制作。そのうちの1本「名もなき絆」は名古屋のシネマスコーレにて全国限定1館公開された。
2021年末にコロナウイルスに感染し入院するも復活。活動を再開し現在に至る。
2022年6月より現代風モノクロ＆サイレント映画『カニの夢を見る』を、上映される場所があればそこが映画館であると宣言し、映画試写室であるTCC試写室を特設映画館・蟹夢座（Kaniyumeza）として見立て不定期で上映。最新作「カニの夢を見る」配信告知用のプロモーション短編「総天然色カニの夢」で高橋玄の名を復活させた。

## 作品
- きらい・じゃないよ 百年まちのビートニクス（1991年）95分 カラー 8mm （ハイライトフィルム/撮影・編集）※監督　内田栄一
- きらい・じゃないよ2（1992年）114分 カラー 16mm （ハイライトフィルム+インデックス・ガン・オフィス/プロデューサー・編集）※監督　内田栄一
- 心臓抜き（1992年）92分 カラー 16mm （インデックス・ガン・オフィス/製作・監督・脚本・編集）
- 殺し屋茶村（1993年）22分 カラー 16mm （インデックス・ガン・オフィス/製作・監督・脚本・編集）
- 嵐の季節（1995年）142分 カラー 35mm 国際版 118分（インデックス・ガン・オフィス 原作 高橋三千綱／製作・監督・脚本）
- 霊界学校・麻子先生の首（1997年）76分 カラー ビデオ （ラインコミュニケーションズ/原作・監督・脚本）
- 突破者太陽傳（2000年）119分 カラー 35mm ビスタサイズ （原作 宮崎学／大映／監督・脚本・編集）
- 喧嘩の極意・突破者番外地（2001年）102分 カラー ビデオ（原作 宮崎学／ミュージアム／監督・脚本・編集）
- LADY PLASTIC レディプラスティック（2001年）118分 カラー 35mm（ＣＩＡ・ハマーズ/監督・脚本・編集）
- 銀の男 六本木ホスト伝説（2001年）91分 カラー 35mm（プロフェッショナルマネージメント／監督・脚本・編集）[3]
- 銀の男 青森純情篇（2001年）90分 カラー 35mm（プロフェッショナルマネージメント／監督・脚本・編集）
- 嵩山少林寺（2004年）54分 カラー デジタル・ドルビー・ステレオ（ドキュメンタリー・ビデオ／撮影・監督）
- CHARON（2004年）89分 カラー 35mm ヨーロピアン・ヴィスタサイズ　ドルビーステレオ（製作・脚本・監督）
- ポチの告白（2005年）オリジナル版195分 カラー 35mm ヴィスタサイズ ドルビーSRD（脚本・監督・編集・製作）
- GOTH（2008年）96分 カラー 35mm DTSステレオ （原作 乙一（角川書店）/ 監督・脚本 高橋玄）
- 妻と拳銃　水野美紀主演　製作中止
- 拳　FIST（2009年）82分 カラー HD（エースデュース/プロデューサー）
- 乱暴者の世界（2010年）108分 カラー HD（GRAND CAFE PICTURES・JUSTICE/製作・脚本・プロデューサー）
- An Ordinary Opinion（2011年）カラーHD（GRAND KAFE PICTURES/プロデューサー・監督）未公開ドキュメンタリー
- ゼウスの法廷（2012年）136分 カラー 35mm（GRAND KAFE PICTURES/プロデューサー・監督）
- 陽光桜-YOKO THE CHERRY BLOSSOM-（2015年）114分 カラー DCP（GRAND KAFE PICTURES/製作総指揮・原作・脚本・監督）[4]
- Ｄ５/５人の探偵（2018年）93分 カラー DCP（TEAM D5/GRAND KAFE PICTURES/製作総指揮・脚本・監督）
- 新章（2020年）75分 カラー iPhone  4K デジタル（GEN TAKAHASHI/LAUGHTER/製作・脚本・撮影・編集・監督）
- 静かなる国（2020年）57分 カラー iPhone 4K デジタル（GEN TAKAHASHI/LAUGTER/製作・脚本・撮影・編集・監督）
- 名もなき絆（2021年）55分 カラー iPhone HD 2.39:1 ステレオ（GEN TAKAHASHI/LAUGTER/製作・脚本・撮影・編集・効果・監督）
- カニの夢を見る（2022年）63分 モノクロ iPhone HD 4:3 サイレント ステレオ（GEN TAKAHASHI/製作・脚本・撮影・編集・効果・監督）
- Ｋ/川越市議ハラスメント疑惑の真相（2022年）カラー HD 16:9 ステレオ（GEN TAKAHASHI/エグゼクティブプロデューサー）※監督　土屋トカチ
- YUI AKANE A WAITING TIME（2022年）5分 カラー iPhone HD 1.66:1 ステレオ（GEN TAKAHASHI/製作・脚本・撮影・編集・効果・監督）
- 総天然色カニの夢（2022年）6分 総天然色（カラー） iPhone HD 4:3 サイレント ステレオ（※高橋玄名義/製作・脚本・撮影・編集・効果・監督）※「カニの夢を見る」配信告知用のプロモーション短編
- THE MAN WHO CARRIED TIME/時を運ぶ男（2023年）2分35秒 カラー iPhone  4K デジタル 2.39:1 ステレオ（GEN TAKAHASHI/製作・撮影・編集・効果・監督）